# Ambasada Nowej Zelandii w Warszawie
Ambasada Nowej Zelandii w Warszawie (ang. Embassy of New Zealand in Warsaw, język maoryski Te Aka Aorere Pōrana) – nowozelandzka placówka dyplomatyczna znajdująca się w Warszawie przy Al. Ujazdowskich 51.
Ambasador Nowej Zelandii w Warszawie oprócz Rzeczypospolitej Polskiej akredytowany jest także w Republice Estońskiej, Gruzji, Republice Litewskiej, Republice Łotewskiej i na Ukrainie.
Ambasadę wspomaga przedstawicielstwo agencji promocji handlu i przedsiębiorczości Nowej Zelandii (New Zealand Trade and Enterprise – NZTE) z siedzibą w Hamburgu.

## Siedziba
Stosunki dyplomatyczne zostały nawiązane w 1973. Przez lata Nową Zelandię w Polsce reprezentowali ambasadorzy akredytowani z siedzibą w Wiedniu (1973–1993), przy Lugeck 1 (1991), a potem w Bonn i Berlinie przy Friedrichstraße 60 (1994–2004). W 2005 otwarto ambasadę Nowej Zelandii w Warszawie, w tzw. Domu Dochodowym w Al. Ujazdowskich 51 (od 2006).